# Dominic Montserrat
Dominic Alexander Sebastian Montserrat (* 2. Januar 1964 in Slough; † 23. September 2004 in London) war ein britischer Ägyptologe und Papyrologe.

## Leben
Montserrat absolvierte ein Studium in Ägyptologie an der Universität Durham und promovierte im Fach Klassische Altertumswissenschaft mit dem Spezialgebiet griechische, koptische und ägyptische Papyrologie am University College London. Von 1992 bis 1999 unterrichtete er Klassische Altertumskunde an der Universität Warwick. Sein sich zunehmend verschlechternder Gesundheitszustand veranlasste Montserrat, der seit seiner Geburt an Hämophilie litt, 1999 aus dem Lehrbetrieb auszuscheiden und in den Forschungsbereich an der Open University zu wechseln. Im Alter von vierzig Jahren verstarb er 2004 an den Folgen seiner Krankheit.
Trotz seiner gesundheitlichen Einschränkungen entfaltete Montserrat in seinem kurzen Gelehrtenleben eine bemerkenswerte Produktivität: Er saß im Komitee der Egypt Exploration Society, für die er auch regelmäßig publizierte, und wirkte an der 2002 preisgekrönten Wanderausstellung Ancient Egypt: Digging For Dreams des Petrie Museum of Egyptian Archaeology maßgeblich als Kurator mit. Vor einer breiten Öffentlichkeit trat er zuletzt als Ko-Präsentator der Dokumentarserie The Egyptian Detectives auf, einer Produktion des National Geographic Channel und Channel Five.
In seinem Erstlingswerk Sex and Society in Graeco-Roman Egypt (1996) präsentierte Montserrat eine breit angelegte Studie über antike Sexualität und ihre kulturellen Erscheinungsformen in Ägypten. In seinem zweiten Buch Akhenaten von 2000 befasste er sich mit dem Leben und der Zeit Echnatons, dessen langes Fortleben als anachronistische Projektionsfläche für moderne Theorien und Ideen er analysierte und kritisch hinterfragte.

## Schriften (Auswahl)
- Sex and Society in Graeco-Roman Egypt. Kegan Paul, London u. a. 1996, ISBN 0-7103-0530-3.
- als Herausgeber mit Samuel N. C. Lieu: From Constantine to Julian. Pagan and Byzantine Views. A Source History. Routledge, London u. a. 1996, ISBN 0-415-09335-X.
- Akhenaten. History, Fantasy, and Ancient Egypt. Routledge, London u. a. 2000, ISBN 0-415-18549-1.